# Family Portrait
Family Portrait – czwarty, finałowy singel promujący drugi album studyjny amerykańskiej wokalistki pop-rockowej Pink pt. M!ssundaztood. Utwór zajął pozycję dwudziestą w notowaniu amerykańskiego Billboardu. Australijskie Australian Recording Industry Association (ARIA) przyznało piosence certyfikat złotego singla.

## Tło
Utwór, do którego tekst we współpracy z producentem Scottem Storchem napisała Pink, opowiada historię dysfunkcyjnej rodziny wokalistki.

## Zawartość singla
CD Maxi
1. „Family Portrait” (Radio Edit) – 3:50
2. „Just like a Pill” (Jacknife Lee Mix) – 3:46
3. „Just like a Pill” (Karaoke/Instrumental Version) – 3:51

singel CD
1. „Family Portrait” (Radio Edit) – 3:50
2. „Family Portrait” (Album Version) – 4:56
3. „My Vietnam” (Live at La Scala) – 5:19
4. „Family Portrait” (wideoklip)